# Suruga fundicola
Suruga fundicola är en fiskart som beskrevs av Jordan och Snyder, 1901. Suruga fundicola ingår i släktet Suruga och familjen smörbultsfiskar. Inga underarter finns listade i Catalogue of Life.